# Ferrovie del Gargano
| Streckenlänge: | 79,0 km (via Apricena Superiore) 73,855 (neue Streckenführung) km |                               |                               |
| Spurweite: | 1435 mm (Normalspur)                                              |                               |                               |
| Stromsystem: | 3000 V =                                                          |                               |                               |
| Maximale Neigung: | 30 ‰                                                              |                               |                               |
| Minimaler Radius: | 200 m                                                             |                               |                               |
| |                                                                   |                               |                               |
| \| \| \| von Pescara \| \| \| \| \| neue Strecke \| \| \| \| 0 \| San Severo \| San Severo \| \| \| \| nach Bari \| \| \| \| (7) \| San Matteo \| San Matteo \| \| \| (12) \| San Marco in Lamis \| San Marco in Lamis \| \| \| 12 \| Apricena Città \| Apricena Città \| \| \| (21) \| Apricena Superiore \| Apricena Superiore \| \| \| \| \| \| \| \| \| \| \| \| \| (23) \| Ingarano \| Ingarano \| \| \| \| \| \| \| \| \| \| \| \| \| 22 \| Portone \| Portone \| \| \| 25 \| San Nicandro Garganico \| San Nicandro Garganico \| \| \| 31 \| Bivio Capoiale \| Bivio Capoiale \| \| \| 40 \| San Giacomo di Varano \| San Giacomo di Varano \| \| \| 45 \| Cagnano Varano \| Cagnano Varano \| \| \| 52 \| Carpino \| Carpino \| \| \| \| \| \| \| \| 61 \| Ischitella \| Ischitella \| \| \| 63 \| Guardiola \| Guardiola \| \| \| 63 \| Baia S. Barbara \| Baia S. Barbara \| \| \| 64 \| Sotto la Costa \| Sotto la Costa \| \| \| 65 \| Rodi Porto \| Rodi Porto \| \| \| 66 \| Rodi Garganico \| Rodi Garganico \| \| \| 68 \| Mulino di Mare \| Mulino di Mare \| \| \| 69 \| Murgo Nere \| Murgo Nere \| \| \| 70 \| Vico del Gargano - San Menaio \| Vico del Gargano - San Menaio \| \| \| 71 \| Bellariva \| Bellariva \| \| \| 73 \| Pineta Marzini \| Pineta Marzini \| \| \| 74 \| Peschici-Calenella \| Peschici-Calenella \| |                                                                   |                               |                               |
| Strecke |                                                                   | von Pescara                   | von Pescara                   |
| Abzweig geradeaus und von links · Strecke von rechts |                                                                   | neue Strecke                  | neue Strecke                  |
| Bahnhof · Strecke | 0                                                                 | San Severo                    | San Severo                    |
| Abzweig ehemals geradeaus und nach rechts · Strecke |                                                                   | nach Bari                     | nach Bari                     |
| Haltepunkt / Haltestelle (Strecke außer Betrieb) · Strecke | (7)                                                               | San Matteo                    | San Matteo                    |
| Bahnhof (Strecke außer Betrieb) · Strecke | (12)                                                              | San Marco in Lamis            | San Marco in Lamis            |
| Strecke (außer Betrieb) · Bahnhof | 12                                                                | Apricena Città                | Apricena Città                |
| Haltepunkt / Haltestelle (Strecke außer Betrieb) · Strecke | (21)                                                              | Apricena Superiore            | Apricena Superiore            |
| Tunnel (Strecke außer Betrieb) · Tunnelanfang |                                                                   |                               |                               |
| Tunnel (Strecke außer Betrieb) · Strecke (im Tunnel) |                                                                   |                               |                               |
| Haltepunkt / Haltestelle (Strecke außer Betrieb) · Strecke (im Tunnel) | (23)                                                              | Ingarano                      | Ingarano                      |
| Tunnel (Strecke außer Betrieb) · Tunnelende |                                                                   |                               |                               |
| Abzweig ehemals geradeaus und von links · Strecke nach rechts |                                                                   |                               |                               |
| Haltepunkt / Haltestelle | 22                                                                | Portone                       | Portone                       |
| Bahnhof | 25                                                                | San Nicandro Garganico        | San Nicandro Garganico        |
| ehemaliger Bahnhof | 31                                                                | Bivio Capoiale                | Bivio Capoiale                |
| ehemaliger Bahnhof | 40                                                                | San Giacomo di Varano         | San Giacomo di Varano         |
| Bahnhof | 45                                                                | Cagnano Varano                | Cagnano Varano                |
| Bahnhof | 52                                                                | Carpino                       | Carpino                       |
| Tunnel |                                                                   |                               |                               |
| Bahnhof | 61                                                                | Ischitella                    | Ischitella                    |
| Haltepunkt / Haltestelle | 63                                                                | Guardiola                     | Guardiola                     |
| Haltepunkt / Haltestelle | 63                                                                | Baia S. Barbara               | Baia S. Barbara               |
| Haltepunkt / Haltestelle | 64                                                                | Sotto la Costa                | Sotto la Costa                |
| Haltepunkt / Haltestelle | 65                                                                | Rodi Porto                    | Rodi Porto                    |
| Bahnhof | 66                                                                | Rodi Garganico                | Rodi Garganico                |
| Haltepunkt / Haltestelle | 68                                                                | Mulino di Mare                | Mulino di Mare                |
| Haltepunkt / Haltestelle | 69                                                                | Murgo Nere                    | Murgo Nere                    |
| Bahnhof | 70                                                                | Vico del Gargano - San Menaio | Vico del Gargano - San Menaio |
| Haltepunkt / Haltestelle | 71                                                                | Bellariva                     | Bellariva                     |
| ehemaliger Haltepunkt / Haltestelle | 73                                                                | Pineta Marzini                | Pineta Marzini                |
| Kopfbahnhof Streckenende | 74                                                                | Peschici-Calenella            | Peschici-Calenella            |

Die Ferrovie del Gargano (FdG) sind eine italienische Privatbahngesellschaft in Apulien, deren normalspurige Stammstrecke die Stadt Peschici mit dem an der Hauptstrecke Bari–Pescara gelegenen Bahnhof von San Severo verbindet. Auch der Personenverkehr auf der Strecke Foggia–Lucera wird seit 2009 von den FG durchgeführt. Darüber hinaus sind die FG Betreiber einiger regionaler und überregionaler Buslinien. Auf der Bahnstrecke Foggia–Manfredonia erbringen die FdG Leistungen im Auftrag von Trenitalia.

## Geschichte

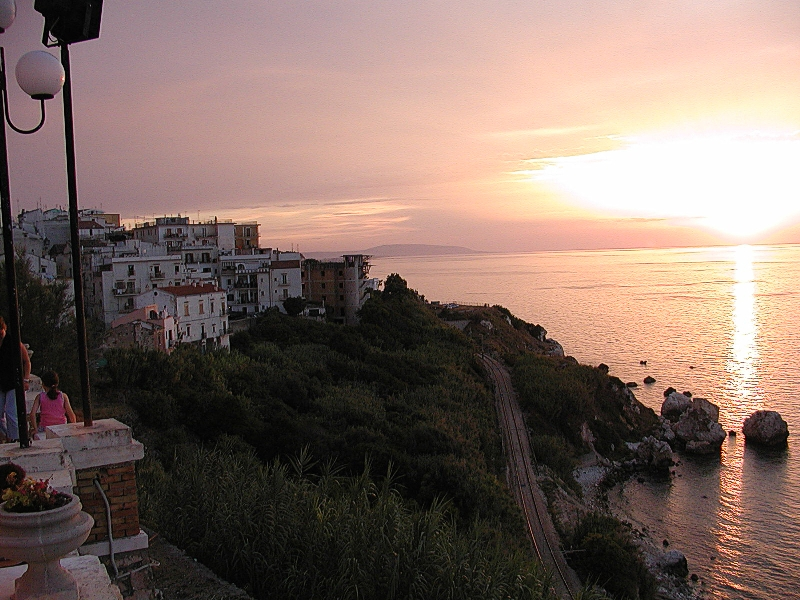
Strecke der FdG bei Rodi Garganico

Die Hauptstrecke von Foggia her führt auf direktem Wege nach Bari, wodurch der Gargano, eine Landschaft am „Sporn des Stiefels“, ohne Bahnanschluss blieb. Erste Projekte für eine Zweigbahn in den Gargano gab es bereits Ende des 19. Jahrhunderts. Damals sollte von San Severo aus eine Zweigbahn nach Manfredonia oder Barletta gebaut werden. In den folgenden Jahren wurden unterschiedlichste Streckenführungen diskutiert, aber keine der Varianten wurde genehmigt. Der Erste Weltkrieg verhinderte weitere Bestrebungen zum Bau einer Bahn. Da die finanzielle Lage des italienischen Staates in den 1920er Jahren eine Bauausführung auf Staatskosten in absehbarer Zeit nicht erwarten ließ, bewarb sich 1925 eine private Gesellschaft um die Konzession für eine dampfbetriebene Schmalspurbahn von San Severo nach Menaio mit einer Spurweite von 950 mm. Auch diese wurde nicht genehmigt.
Erst das Konzessionsgesuch der Società Anonima per le Ferrovie e Tramvie del Mezzogiorno (FTM) mit Sitz in San Severo zum Bau einer Bahn von San Severo nach Peschici ein Jahr später hatte Erfolg. Die Erteilung der Konzession war an verschiedene Auflagen geknüpft. So musste der Endbahnhof an den heutigen Standort verlegt werden, und es wurde Normalspur und die Elektrifizierung mit 3000 V Gleichstrom vorgeschrieben.
Der Bahnbau begann 1930. Die Arbeiten schritten zügig voran, so dass die Bahn bereits ein Jahr vor dem geplanten Fertigstellungstermin in Betrieb genommen werden konnte. Der Eröffnungszug am 27. Oktober wurde noch von einer Dampflokomotive gezogen, am 15. November 1931 waren auch die elektrischen Anlagen fertiggestellt, und der reguläre Betrieb konnte mit elektrischer Traktion aufgenommen werden.

### Entwicklung seit 2014

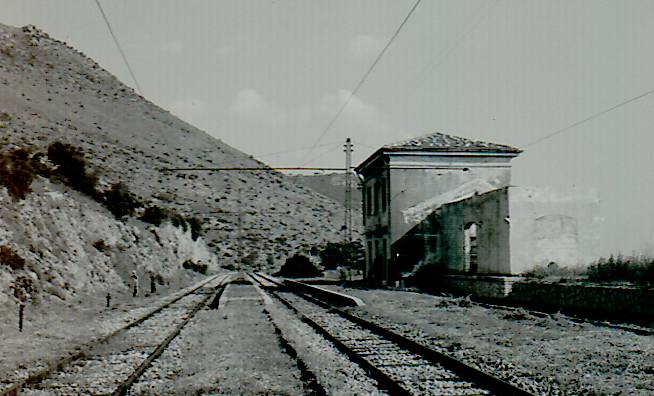
Der alte Bahnhof Apricena Superiore auf der Bergstrecke 1987

Im Dezember 2014 wurde der erste Abschnitt einer großzügigen Streckenverlegung zur besseren Erschließung von Apricena eröffnet. Mit der Inbetriebnahme des neuen 3,15 km langen Tunnels Monte Tratturale zwischen Apricena und San Nicandro im Juni 2016 verkehren alle Züge über die neue Strecke.
Der aussichtsreiche Abschnitt im Bereich des hoch gelegenen Kreuzungsbahnhofes Apricena Superiore wird somit derzeit nicht mehr bedient. Das in den 1980er Jahren zunehmend verfallene Bahnhofsgebäude wurde in den vergangenen Jahren vorbildlich restauriert. Die FdG prüfen Möglichkeiten eines touristischen Museumverkehrs über die alte Bergstrecke.
Für die Erschließung des direkt am Meer gelegenen Streckenabschnittes wurden neue Bedarfshaltestellen eröffnet: Guardiola und Baia S. Barbara, welche sich direkt am Sandstrand befindet. Ferner Rodi Porto, zur besseren Erschließung der Ortschaft sowie die Bedarfshaltestelle Murge Nere.
Die Ferrovie del Gargano konzentrierten sich in den letzten Jahren auf eine verbesserte Anbindung der Ortschaften. Die gesamte Fahrzeit zwischen San Severo und Peschici hat sich in den vergangenen 50 Jahren jedoch kaum verändert und beträgt ca. 1:50 h. Im Sommer 1973 legte der Diretto 9 die gesamte Strecke sogar in nur 1:39 h zurück.
Das Deposito liegt in San Severo.

## Fuhrpark
Die FdG sind gekennzeichnet durch einen vielfältigen Triebfahrzeugpark.

### Ehemalige Triebfahrzeuge

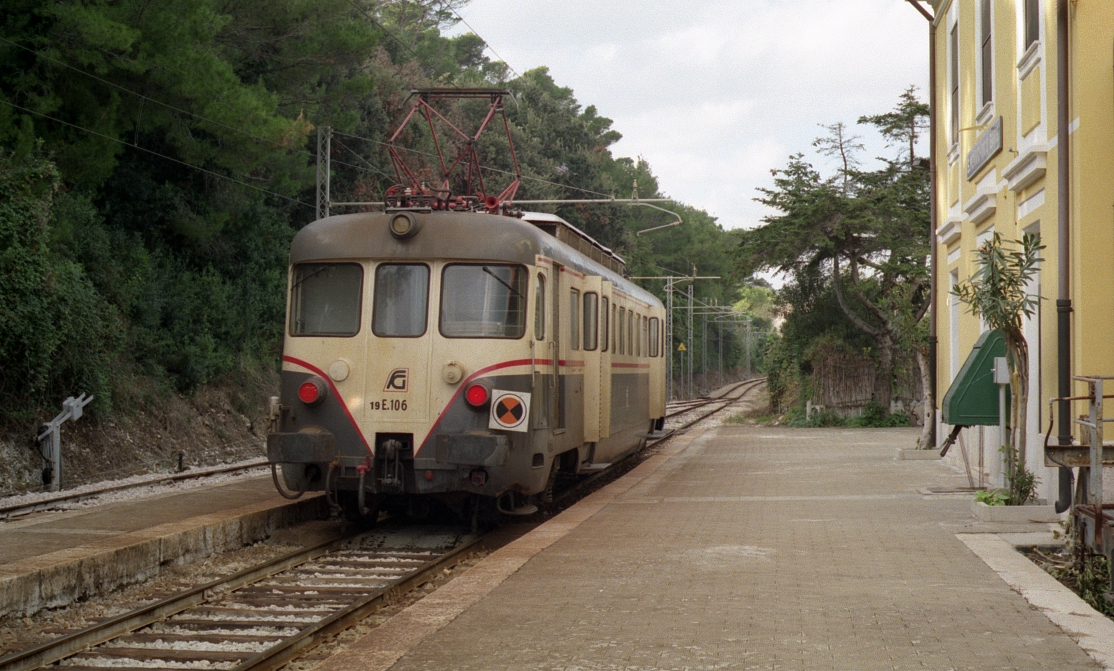
E106 (Baujahr 1957) am 6. November 2002 in Vico del Gargano - San Menaio

In den Jahren 1930 und 1931 wurden vier B’B’-Lokomotiven der Gattung L.80 in Dienst gestellt. Erbaut waren sie von der Officine Meccaniche Reggiane (OMR). Ihre Höchstgeschwindigkeit betrug 80 km/h. Ende der 1970er Jahre wurde beschlossen, die Lokomotiven grundlegend zu modernisieren und mit neuen Wagenkästen auszustatten. Die rekonstruierten Lokomotiven wurden zwischen 1980 und 1983 in Betrieb genommen. Nach insgesamt fast 60 Einsatzjahren wurden sie Ende der 1990er Jahre ausgemustert.
1934 wurde ein elektrischer Triebwagen in Dienst gestellt, welcher noch als Historischer Triebwagen vorhanden ist. Bis zur Ablieferung der Triebwagen der Baureihe ALe 80 war er bis Anfang der 1980er Jahre im Einsatz.
Ab 1995 wurden für den bevorstehenden Ersatz der lokbespannten Züge sieben Triebwagen der Ferrovia Centrale Umbra gekauft. Diese Triebwagen waren 1957 erbaut und wurden für den Einsatz bei der FdG modernisiert. Nach der Auslieferung der neuen Triebwagenzüge wurde diese Einheiten abgestellt bzw. umgebaut.

#### Leihfahrzeuge

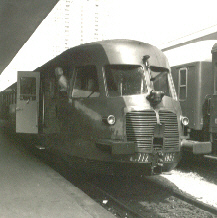
FS ALn 772 im Jahr 1973, wie er bei der FdG leihweise zum Einsatz kam.

Vor der Modernisierung der L.80-Lokomotiven kam es in den 1970er Jahren häufig zu Ausfällen und Mangel an Triebfahrzeugen. Zum Einsatz kamen dann insbesondere Triebwagen der Bauart ALn 772 der Ferrovie dello Stato Italiane. Der Triebfahrzeugführer wurde von den FS gestellt, als Zugführer und Beimann war ein Mitarbeiter der FdG im Führerstand.

### Aktuelle Triebfahrzeuge

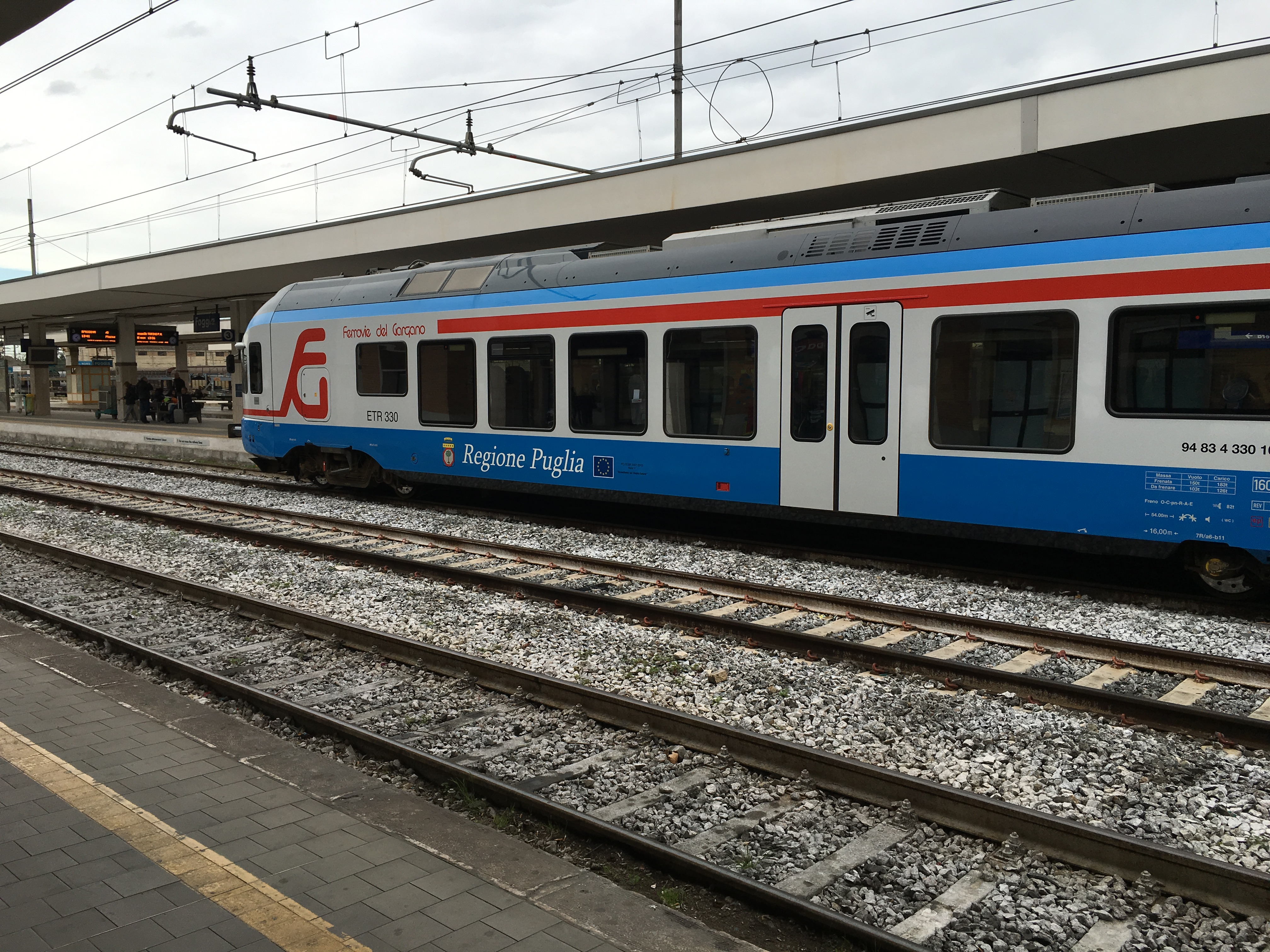
ETR 330-103 in Foggia

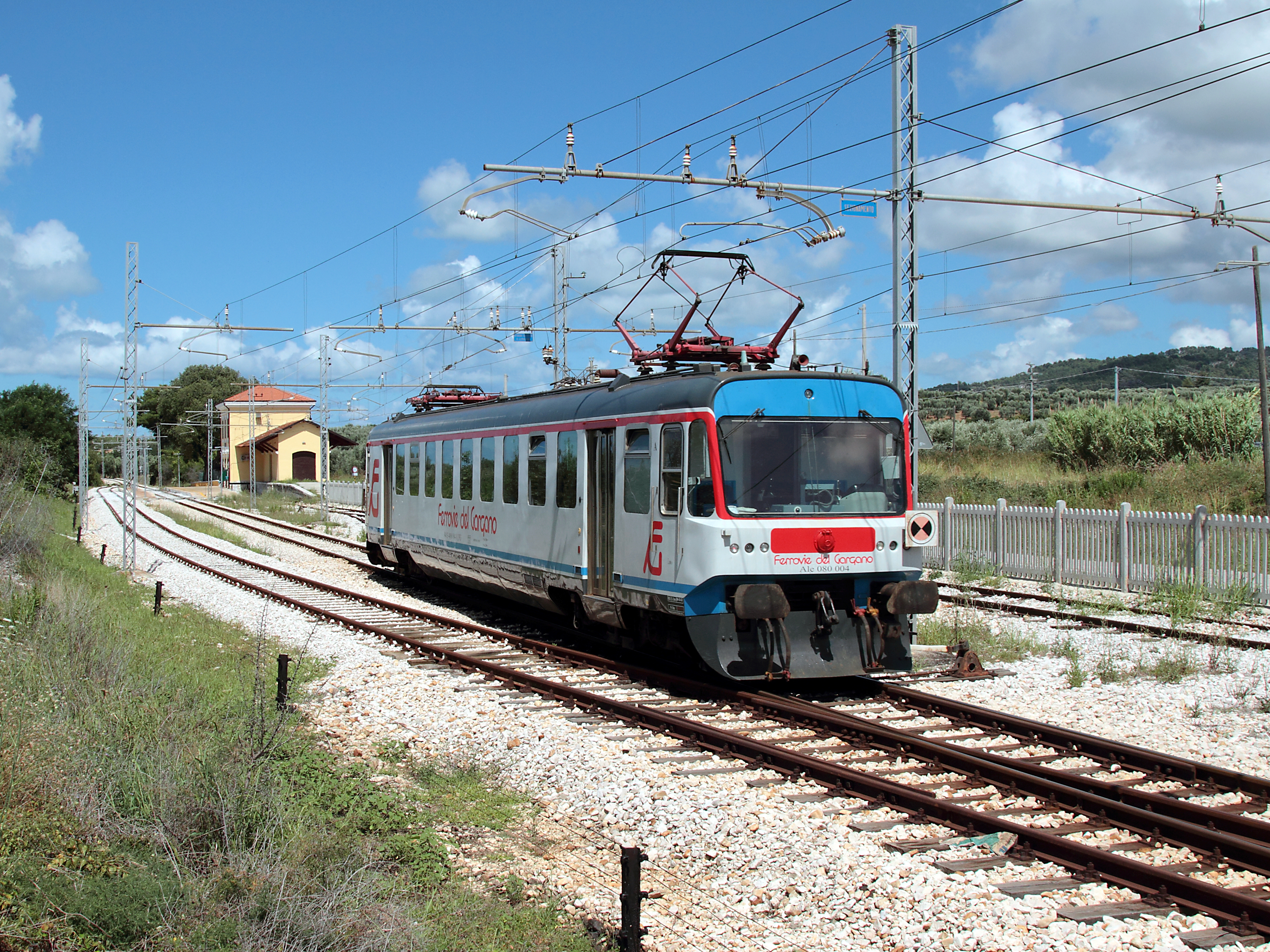
ALe 080-004 in Ischitella

1981 wurden sechs neue Triebwagen der Baureihe ALe 80 in Dienst gestellt und beendeten die Zeit der FS-Leihfahreuge der Baureihe ALn 772. Mit den neuen Triebwagen konnten auch direkte Verbindungen von Foggia angeboten werden. Bis zu diesem Zeitpunkt verkehrten die Züge nur auf der Strecke von San Severo bis Peschici. Aktuell werden die ALe 80 noch als Reserveeinheiten vorgehalten. 
In den Jahren 2006 und 2007 wurden die umgebauten Triebwagenzüge der Baureihe ALe 200 in Dienst gestellt. Ab 2008 folgte schließlich die Inbetriebnahme der neuen Triebzüge ETR 330 (Stadler Flirt).
Die aktuelle Flotte der FdG umfasst (Stand 2019) neben 7 Triebzügen ETR 330 weitere 9 Elektrotriebzüge der Baureihen ALe 80, ALe 200 und ETR 120.

#### Diesellokomotiven und Bahndienstfahrzeuge
Im Jahr 2003 beschafften die FG eine Diesellokomotive, die 1962 von Krupp gebaut wurde und bei der DB die Nummer V 100 1270 bzw. ab 1968 die Nummer 211 070 trug. Nach der Ausmusterung gelangte die Lok über einen Händler (Layritz, Penzberg) zur ÖBB, wo sie aufgearbeitet und neu motorisiert als 2048 020 in den Bestand übernommen wurde. Nach der Ausmusterung bei der ÖBB im Jahr 2003 gelangte die Lok über Vossloh Schienenfahrzeug-Technik nach erneuter Aufarbeitung zur FdG, wo sie unter der Nummer V.100 in den Bestand übernommen wurde und für bahndienstliche Aufgaben eingesetzt wird.
Unter den Bahndienstfahrzeugen ist eine Motordraisine der DB-Baureihe Klv 12 und ein Kleinwagen, der aus einem Klv 51 der DB umgebaut wurde.

#### Historischer Triebwagen
Die FdG haben den E.52 als historischen Elektrotriebwagen im Bestand. Er wurde 1934 von Officine Ferroviarie Meridionali (OFM) mit einer Achsfolge Bo’Bo’ erbaut und ist im Depot San Severo untergestellt.

### Liste der FdG-Triebfahrzeuge
| Baureihe     | Nummern          | Typ               | Einsatzjahre | Hersteller | Anmerkung                                                             | Bild externer Link                   |
| ------------ | ---------------- | ----------------- | ------------ | ---------- | --------------------------------------------------------------------- | ------------------------------------ |
| L.80         | 01–04            | Elektrolokomotive | 1930–1983    | OMR        |                                                                       | L.80 in San Severo 1974              |
| L.80 Umbau   | 01–04            | Elektrolokomotive | 1980–1999    |            | Umbau und neuer Lokkasten                                             | L.80 in Cagnano Varano 1996          |
| E.52         | 01               | Elektrotriebwagen | 1934–1980er  | OFM        |                                                                       | E.52 in Peschici 1974                |
| E.52 Storica | 01               | Elektrotriebwagen | Im Bestand   |            | Historisches Fahrzeug von 1934                                        | E.52 in San Severo 2006              |
| ALe 80       | 01–06            | Elektrotriebwagen | seit 1981    | Stanga     |                                                                       | ALe 80.01 in Apricena Superiore 1996 |
| E.100        | 01–07            | Elektrotriebwagen | 1995–2007    | Stanga     | Baujahr 1957 ex Ferrovia Centrale Umbra                               | E.106 in Peschici 1997               |
| ALe 200      | 01–03            | Doppeltriebwagen  | seit 2007    | Stanga     | Umbau aus FdG-Baureihe E.100, Baujahr 1957 ex Ferrovia Centrale Umbra | ALe 200.03 in Mulino di Mare 2015    |
| ETR 120      | 01               | Elektrotriebwagen | seit 2009    | Stanga     | Umbau aus FdG E.106, Baujahr 1957 ex Ferrovia Centrale Umbra          | ETR 120 (E.106) in San Severo 2014   |
| V 100        | 01               | Diesellokomotive  | seit 2003    | Krupp      | Baujahr 1962 V100 Ex ÖBB ex DB                                        | V 100 in San Severo 2013             |
| ETR 330      | 001–004, 101–103 | FLIRT             | seit 2008    | Stadler    |                                                                       | ETR 330.02 bei San Severo 2013       |

## Parameter der Infrastruktur
Die Angaben zur Höchstgeschwindigkeit, Steigung und Gefälle beziehen sich auf die Fahrtrichtung von San Severo nach Peschici.
| Streckenabschnitt (Localita)           | Höchstgeschwindigkeit (Vel. Max km/h) | Betriebsverfahren (Regime Circolazione)                   | Max. Neigung | Max. Steigung (Ascesa Max. Linea) | Max. Gefälle |
| -------------------------------------- | ------------------------------------- | --------------------------------------------------------- | ------------ | --------------------------------- | ------------ |
| S. Severo - Apricena Citta             | 140 km/h                              | Selbsttätiger Streckenblock (Blocco elettrico conta-assi) | 22 ‰         | 22 ‰                              | 17 ‰         |
| Apricena Citta - S. Nicandro Garganico | 130 km/h                              | Selbsttätiger Streckenblock                               | 26 ‰         | 26 ‰                              | 22 ‰         |
| S. Nicandro Garganico - Cagnano Varano | 125 km/h                              | Selbsttätiger Streckenblock                               | 26 ‰         | 26 ‰                              | 22 ‰         |
| Cagnano Varano - Carpino               | 85 km/h                               | Selbsttätiger Streckenblock                               | 30 ‰         | 16 ‰                              | 30 ‰         |
| Carpino - Ischitella                   | 85 km/h                               | Selbsttätiger Streckenblock                               | 29 ‰         | 16 ‰                              | 29 ‰         |
| Ischitella - Rodi Garganico            | 50 km/h                               | Fernmündlicher Zugleitbetrieb (Giunto Telefonico)         | 25 ‰         | 11 ‰                              | 25 ‰         |
| Rodi Garganico - Vico S. Menaio        | 50 km/h                               | Fernmündlicher Zugleitbetrieb                             | 0 ‰          | 0 ‰                               | 0 ‰          |
| Vico S. Menaio - Peschici Calenella    | 60 km/h                               | Fernmündlicher Zugleitbetrieb                             | 29 ‰         | 25 ‰                              | 29 ‰         |